# Humberto Romero Martínez
Humberto Romero Martínez, más conocido como Humberto Romero o por su apodo Romero "Romerito" (Guadalajara, Jalisco, México, 11 de octubre de 1964), es un exfutbolista y director técnico de fútbol mexicano.

## Biografía

### Inicios
Humberto Romero "Romerito" Debutó en los Leones Negros de la Universidad de Guadalajara (UdeG) en 1982, en el cual jugó 10 años. En la temporada 93-94 fue transferido a Toros Neza donde jugó otros 4 años.

### Retiro
Humberto Romero "Romerito" jugó en la Primera División A con el equipo de Bachilleres, Alacranes de Durango, Venados de Yucatán y su retiro fue en el equipo del Querétaro.

### Entrenador
En 2018 y 2019 fue entrenador de los Camaroneros de Escuinapa (Sinaloa), equipo de la Tercera División.

## Actualidad
Con una formación que inicia prácticamente de cero por la salida de varios jugadores, Humberto Romero Martínez “Romerito”, El nuevo director técnico del equipo de fútbol Charales de Chapala de Tercera División Profesional, informó que ya se prepararan para superar el marcador anterior y obtener el triunfo en el próximo torneo que inicia en este mes de agosto. “Vamos de menos a más y lo importante es que ya contamos con una base, que vamos dando pasos cortos, pero muy firmes y no hay que echar las campanas al vuelo, sino ir cosechando poco a poco las metas o los objetivos que nos hemos trazado”.
De manera oficial, Romero "Romerito" se desempeña como director técnico desde el primero de junio de este año en sustitución de Francisco Javier Guardado Gómez, a quien no se le renovó su contrato. En el cuerpo técnico lo acompañan César Daniel López Rubio como preparador físico y sus auxiliares, Francisco Javier Sánchez y Juan Miguel Siordia "El Chino".
En entrevista con PÁGINA Que sí se lee!, Romero "Romerito" lamentó que algunos jugadores hayan decidido abandonar el equipo, pero gracias a las visorías que se llevaron a cabo durante varias semanas en las poblaciones de Chapala, Ajijic y Atotonilquillo, el equipo se ha nutrido de caras nuevas.
Por su parte, el presidente de la Mesa Directiva del equipo Charales de Chapala, Carlos Rosales Pérez, consideró que el equipo se fortalece con la experiencia de Humberto Romero “Romerito”, quien jugó 10 años en los Leones Negros de la Universidad de Guadalajara, cuatro años en Toros Neza, y ahora en su etapa de director técnico de equipos de fútbol profesional.